# دانيال أفيري
دانيال أفيري (بالإنجليزية: Daniel Avery)‏ هو سياسي أمريكي، ولد في 18 سبتمبر 1766 في الولايات المتحدة، وتوفي في 30 يناير 1842 في الولايات المتحدة. حزبياً، نشط في الحزب الديمقراطي. وقد انتخب عضو مجلس النواب الأمريكي.